# Paraboea trachyphylla
Paraboea trachyphylla är en tvåhjärtbladig växtart som beskrevs av Z.R. Xu och Brian Laurence Burtt. Paraboea trachyphylla ingår i släktet Paraboea och familjen Gesneriaceae. Inga underarter finns listade i Catalogue of Life.